# Namur en mai
Namur en mai est un festival des arts forains organisé chaque année depuis 1996 dans la ville de Namur durant le long week-end de l’Ascension pour une durée de 3 à 5 jours.
Namur en mai est le plus important événement culturel de la province de Namur et un des plus importants du pays en termes de public[réf. nécessaire].
En Fédération Wallonie-Bruxelles, Namur en mai est un des principaux événements du secteur du cirque, arts de la rue et arts forains. Il est le plus grand événement du secteur en termes de public, de médias et d'artistes accueillis.

## Histoire
Le 5 décembre 2014, la mise en liquidation de l'association qui organise ce festival est annoncée, ainsi que le fait que l'édition 2015 du festival n'aura pas lieu.
Toutefois, Cécile Crefcoeur, échevine de la Culture indique que « 2015 sera une année de transition. Nous établirons un cahier des charges en collaboration avec les professionnels des arts de la rue et la Fédération Wallonie-Bruxelles, afin de repartir en 2016 sur des bases très saines. »
Finalement, à l'initiative de l'Asbl Isolat[Quoi ?], le Collectif éphémère Namur en mai 2015[pas clair] est créé avec l'aide de la Ville de Namur et organise une édition "light" durant le week-end des 15 et 16 mai 2015. 
Fin 2015, la Ville de Namur lance un appel d'offres public (concession de service public) pour choisir l'organisateur des trois éditions suivantes de Namur en mai, et c'est l'asbl NEM qui décroche l'organisation du festival. Néanmoins, des frictions persistent avec l'un ou l'autre membre du Collectif éphémère de 2015 qui souhaitait reproduire l'expérience. L'ASBL NEM a été créée à l'initiative des organisateurs de l'événement pluridisciplinaire LaSemo.
L'édition 2016, la première organisée par l'ASBL NEM, s'est déroule les 6, 7 et 8 mai. Plus de 150.000 personnes étaient présentes pour une édition considérée par le public et les médias comme une "réussite". Les organisateurs ont annoncé un résultat financier à l'équilibre, ce qui a rassuré les observateurs.
La 22e édition s'est déroulée les 26, 27 et 28 mai 2017 avec plusieurs nouveautés. Un Cabaret a été créé, proposant tantôt des spectacles pour toute la famille, tantôt un cabaret coquin / burlesque. Par ailleurs, l'événement s'est étendu vers le haut de la ville, notamment rue des Carmes. L'affluence estimée est de 180.000 personnes réparties sur les 3 jours de l'événement, ce qui confirme le succès populaire de l'événement repris par l'ASBL NEM. L'échevine de la Culture, Cécile Crefcoeur, considère cette édition comme un "triomphe".
En 2018, Namur a eu lieu les 11, 12 et 13 mai.
L'édition 2019 a eu lieu les 30, 31 mai et 1er juin, confirmant le succès de fréquentation.
En 2020, le festival a été annulé à cause de la pandémie de Covid-19. Il n'avait pu, toujours des raisons sanitaires, n'accueillir que 4.000 visiteurs en 2021. En 2022, les organisateurs annoncent avoir battu le record d'affluence en atteignant 245.000 festivaliers. 